# Michail Adolfowitsch Minkus

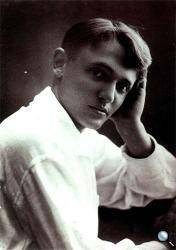
Michail Adolfowitsch Minkus

Michail Adolfowitsch Minkus, auch Moisei Adolfowitsch Minkus, (russisch Михаил (Моисей) Адольфович Ми́нкус; * 12. Dezemberjul. / 25. Dezember 1905greg. in Odessa; † 31. August 1963 in Turku) war ein russischer Architekt.

## Leben
Michail Minkus war der Sohn des Architekten Adolf Minkus (1870–1947) und seiner Frau Klara Isaakowna geb. Stiefelmann, Dozentin an der Jüdischen Hochschule Odessa. Sein Onkel war der Architekt F. A. Troupjanski (1874–1949). Der Architekt J. O. Rubantschik war sein Vetter.
Minkus studierte zunächst Architektur an der Kunsthochschule Odessa und darauf 1925–1930 am Wchutein in Leningrad (Nachfolgeeinrichtung der Kaiserlichen Kunstakademie), an dem A. J. Belogrud, L. N. Benois, I. A. Fomin, W. G. Helfreich, L. W. Rudnew, W. A. Schtschuko und S. S. Serafimow lehrten. Schon vor und während seines Studiums beteiligte er sich an Architektur-Wettbewerben. Nach dem Studium ging Minkus nach Moskau. Er arbeitete zunächst bei W. A. Schtschuko und I. A. Fomin und darauf bei P. A. Golosow.

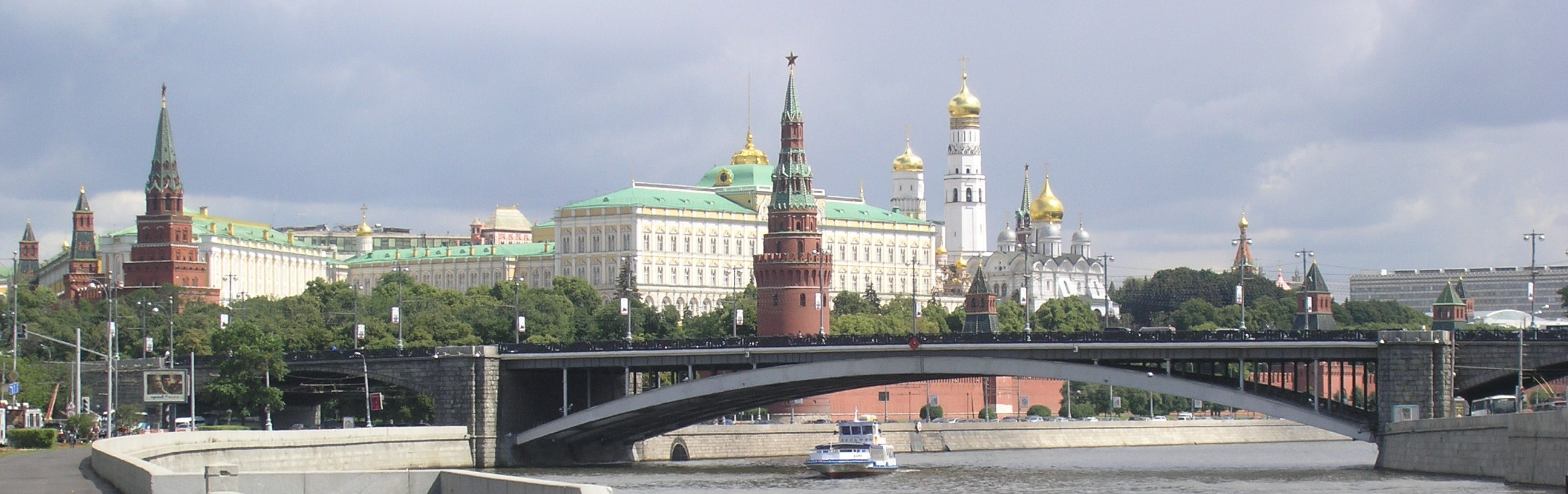
Große Steinerne Brücke in Moskau

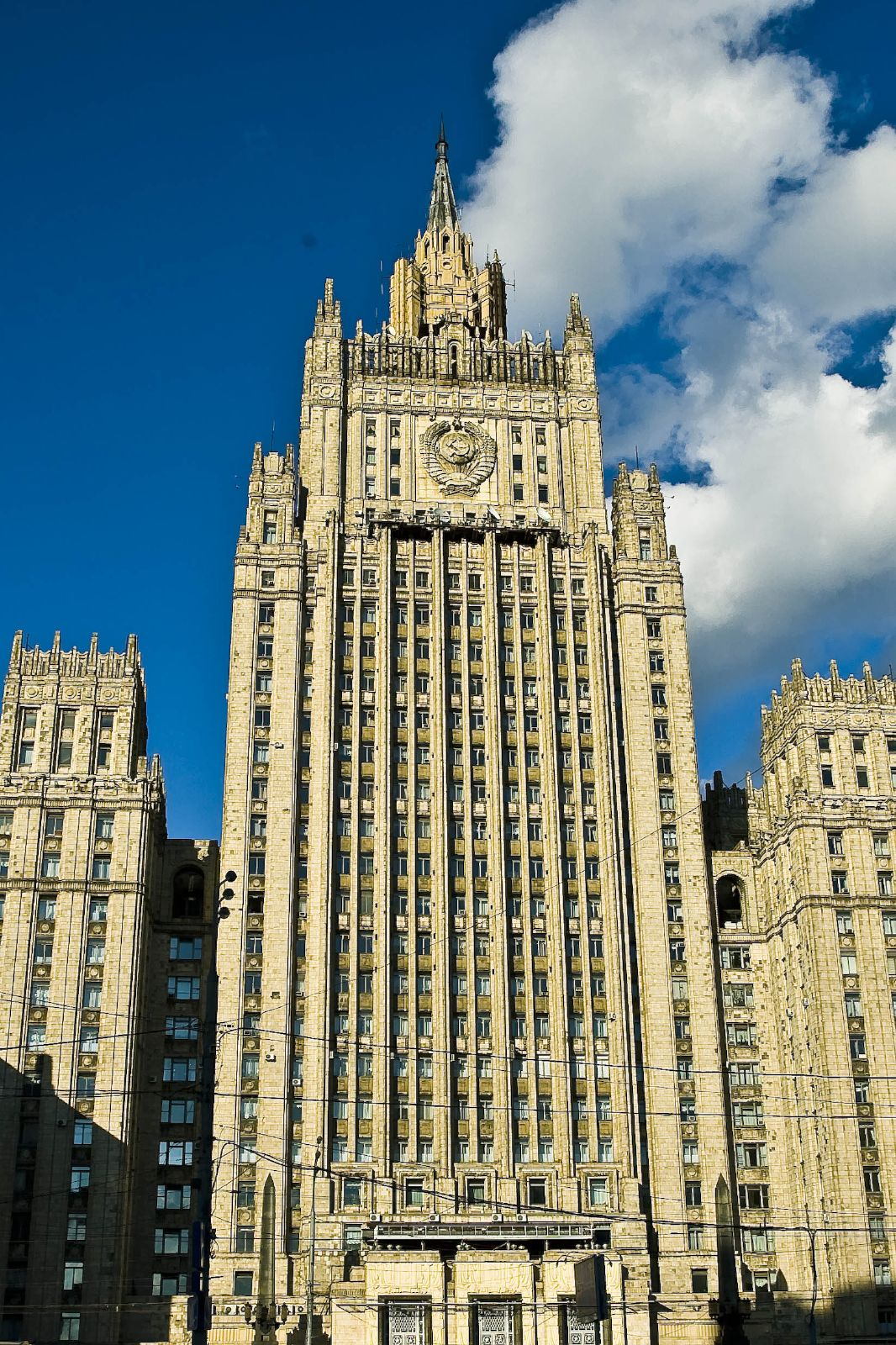
Außenministerium in Moskau

Zu den herausragenden Beispielen der Bautätigkeit von Minkus zählen das Staatstheater der Turkmenischen SSR in Aschchabad (1934 zusammen mit I. A. Fomin) und die Große Steinerne Brücke in Moskau (1936–1938 zusammen mit W. G. Helfreich und W. A. Schtschuko). Während des Deutsch-Sowjetischen Krieges baute Minkus Verteidigungsanlagen bei Moskau.
1947–1953 realisierte Minkus zusammen mit W. G. Helfreich das Projekt eines Verwaltungshochhauses am Smolensker Platz, eines der ersten Hochhäuser in Moskau, in das das Außenministerium der UdSSR einzog und das – als eine der Sieben Schwestern – ein typischer Vertreter des Sozialistischen Klassizismus (auch Stalin-Empire genannt) ist. 1952 baute Minkus zusammen mit W. G. Helfreich und dem Bildhauer G. I. Motowilow die Moskauer U-Bahn-Station Botanischer Garten (seit 1966 Prospekt Mira).
Minkus gestaltete zahlreich Gedenksteine und Denkmäler, und er zeichnete die Architektur des alten Moskaus (1934–1941).
Minkus wurde nach seinem Tode in Turku auf dem Moskauer Nowodewitschi-Friedhof begraben.

## Ehrungen
- Stalinpreis (1949) für den Bau des Außenministeriums in Moskau zusammen mit W. G. Helfreich